# Korte Havenbrug
De Korte Havenbrug is een dubbele ijzeren ophaalbrug in het centrum van de Zuid-Hollandse gemeente Schiedam. De brug is gelegen over de Korte Haven, direct langs de linkeroever van de Lange Haven.
De brug is vervaardigd in 1849 door ijzergieterij Nering Bögel uit Deventer.
De brug is een rijksmonument onder nummer 33148.

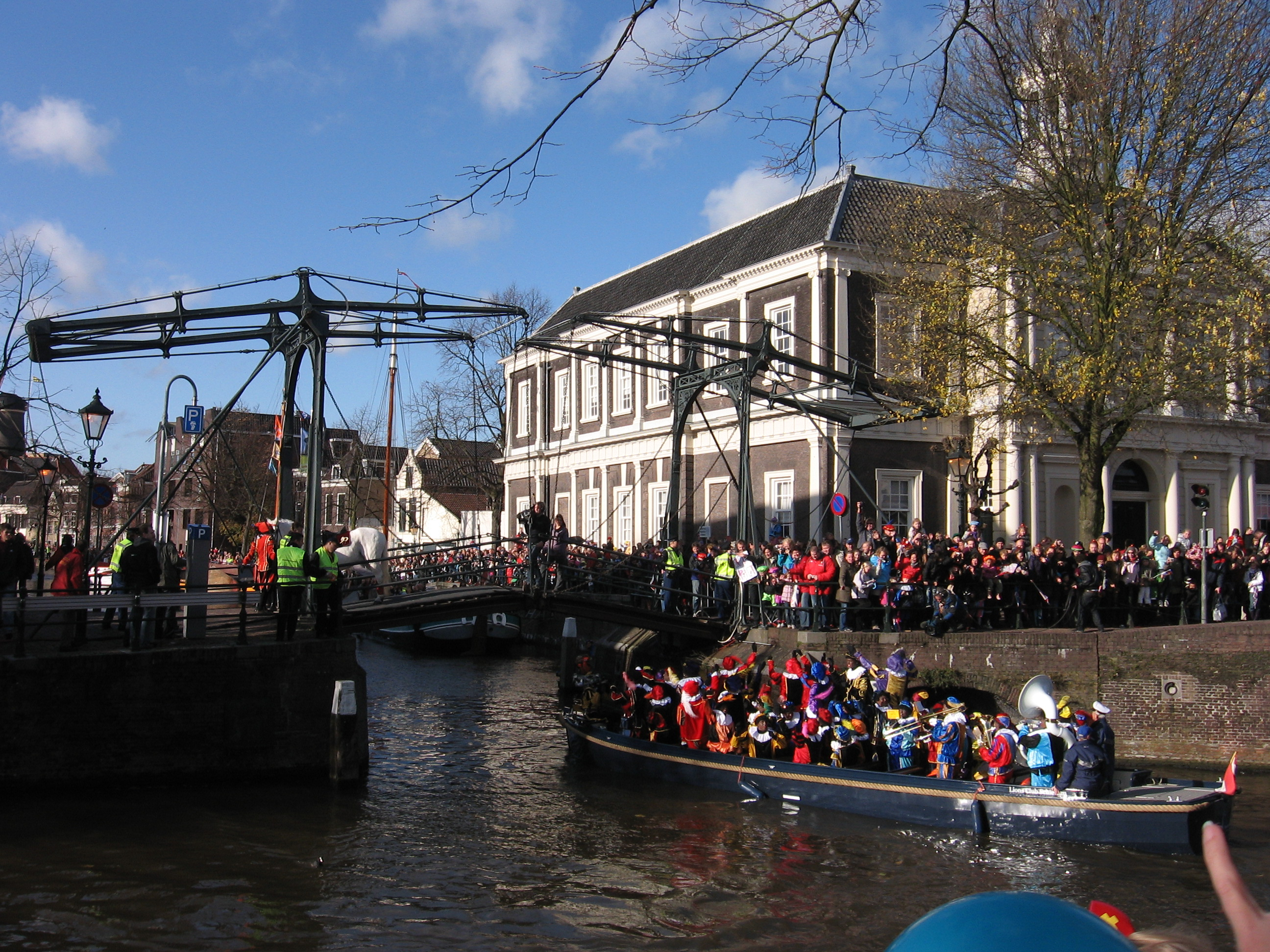
De brug tijdens intocht van Sinterklaas (2009)